# Малей, Михаил Дмитриевич
Малей Михаил Дмитриевич (9 октября 1941, с. Волынцы, Верхнедвинский район, Витебская область, Белорусская ССР — 5 июня 1996, Москва) — советский и российский государственный деятель.

## Биография
Окончил Ленинградский технологический институт им. Ленсовета; кандидат технических наук.
В 1969—1984 гг. сотрудник Всесоюзного научно-исследовательского и проектно-технологического института электроугольных изделий (г. Электроугли Московской области); 1984—1986 гг. — заместитель генерального директора — главный инженер Всесоюзного научно-производственного объединения «Потенциал»; 1986—1988 гг. — заместитель по науке и новой технике начальника Главного управления по производству аккумуляторов и источников тока Минэлектротехпрома СССР. В 1988—1990 гг. директор ВНИИ информации и технико-экономических исследований в электротехнике Минэлектротехпрома СССР.
Народный депутат РСФСР (1990). Заместитель Председателя Совета Министров РСФСР, председатель Государственного комитета РСФСР по управлению государственным имуществом в 1990—1991 гг. Автор непринятой правительством программы введения именных приватизационных счетов, а не ваучерной приватизации в Российской Федерации.
Соавтор, совместно с Н. Чукановым, Д. Васильевым, В. Агафоновым и И. Богомоловым, программы «Предельно радикальная экономическая реформа» в 1991 году.
В 1992—1993 гг. советник Президента Российской Федерации по вопросам конверсии. С 1993 года председатель Межведомственной комиссии Совета Безопасности Российской Федерации по научно-техническим вопросам оборонной промышленности.
Похоронен на Троекуровском кладбище в Москве.

## Награды
- Медаль «Защитнику свободной России» (7 августа 1995 года) — за исполнение гражданского долга при защите демократии и конституционного строя 19 — 21 августа 1991 года[4]